# Orlivka, Sarnî
Orlivka (în ucraineană Орлівка) este un sat în comuna Kosteantînivka din raionul Sarnî, regiunea Rivne, Ucraina.

## Demografie
Componența lingvistică a localității Orlivka
     Ucraineană (99,62%)
     Alte limbi (0,38%)
Conform recensământului din 2001, majoritatea populației localității Orlivka era vorbitoare de ucraineană (99,62%), existând în minoritate și vorbitori de alte limbi.